# 中村よお
中村 よお（なかむら よお、本名：中村 陽、1953年9月11日 - ）は、兵庫県出身のシンガーソングライター、著述家、元ラジオパーソナリティ。神戸在住。

## 経歴
1998年からエフエムわぃわぃでラジオでの活動を開始、2005年10月からラジオ関西「中村よおのトオリヌケ・ストリート」のパーソナリティを担当していた。また2009年10月からは同局の番組「ジャズライブinソネ」のパーソナリティも担当した（中村の担当は、2010年3月をもって終了）。2013年1月に「中村よおのトオリヌケ・ストリート」が終了して以降はラジオパーソナリティとしての活動は行っていない。
2013年1月15日、前年11月に神戸市灘区の商店街で鮮魚店のポスターを破ったとして器物破損容疑で逮捕された。本人は犯行を否定したが、ラジオ関西はこの逮捕を受けて、ラジオ番組「中村よおのトオリヌケ・ストリート」を休止した。同番組はそのまま打ち切りとなった。
2017年7月19日19時30分頃、東海道本線（JR神戸線）三ノ宮駅のプラットホームで、歩きスマホをしていた55歳の女性にすれ違いざま肩からぶつかり転倒させ、頭蓋骨骨折で一時意識不明となる重傷を負わせたとして、7月21日に逮捕された。中村は犯行翌日の7月20日にも三ノ宮駅で別の乗客と歩きスマホを巡って口論を起こしていた。容疑について、中村は自分から体当たりしたわけではなく故意ではないとして否認したが、駅の防犯カメラには中村が進路を変えて女性に向かう様子が撮影されていた。

## 人物
- 1970年代より、シンガーソングライターとして関西のライブハウス等を中心に活動していた。
- 並行して著述業、コンサートのプロデュース、フリーペーパー「トオリヌケ・キ」の発行（1985年-2014年）、DJ、大学講師など様々な活動を行っていた。
- 1970年代から「トオリヌケ・コンサート」を神戸市、芦屋市、明石市等で企画・主催してきた。
- 雑誌「レコード・コレクターズ」、「ミュージック・マガジン」、「en-taxi」などに音楽関係その他の記事を執筆していた。居酒屋や町に関する著述も多数。

## ラジオ
- 僕たちの70's（1998年 - 2003年、エフエムわぃわぃ）
- 中村よおのトオリヌケ・ストリート（2005年 - 2013年、ラジオ関西）
- ジャズライブinソネ（2009年度パーソナリティ担当、ラジオ関西）

## 作品

### ディスコグラフィ
（すべて販売（株）メタカンパニー）

### 著書
- 中村よお『バー70’sで乾杯―失われた夢スポットの記録』ビレッジプレス、1994年6月。ISBN 978-4938598303。
- 中村よお『関西フォーク70’sあたり―僕が時代の風に吹かれた頃』幻堂出版、2003年5月。ISBN 978-4944236176。
- 中村よお『KOBE街角通信』幻堂出版、2004年4月。ISBN 978-4944236213。
- 中村よお『洋楽ROCK関西実況70’s―生で聴いた洋楽ROCKアーティストたち』幻堂出版、2005年4月。ISBN 978-4944236244。
- 中村よお『肴（あて）のある旅―神戸居酒屋巡回記』創元社、2006年8月1日。ISBN 978-4422250458。
- 中村よお『昭和フォーク&ロック音楽堂―Japanese good time music』青幻舎、2008年2月20日。ISBN 978-4861521416。
- 中村よお『HEART OF GOLD―中村よおマンガ集』ビレッジプレス、2017年1月14日。

### 発売が予告されていた作品
以下は発売が予告されていたが、実際に流通した形跡はない。
- アルバム『酒に呑まれた頭』[7]、品番HLP-0006、2017年9月11日発売予定[7]
- 小説単行本『窓からはい出せ』[1][7]ビレッジプレス、2017年9月11日発売予定[7]